# Lina Hansson
Lina Sophia Maria Hansson, född 27 september 1979, är en svensk voltigetränare och tidigare voltigeryttare i Roslagen och Uppsala voltige i Uppland.  Hon har flera SM-guld bakom sig och ett NM-guld.